# Ansaldo M43 da 75/46
Il Semovente M43 da 75/46 è stato il più potente semovente cacciacarri italiano della Seconda guerra mondiale. Progettato dalla Fiat Ansaldo, entrò in servizio in pochi esemplari con la Wehrmacht che occupava l'Italia settentrionale.

## Storia
Il mezzo deriva dal semovente M43 "Bassotto", adottato dal Regio Esercito nel 2 aprile del 1943 ed armato con l'obice da 105/25. Il progettista dell'Ansaldo, l'ingegnere Giuseppe Rosini, sviluppò il nuovo cacciacarri installando sullo stesso scafo M43 il potente cannone contraereo 75/46 C.A. Mod. 1934, rivelatosi eccellente come pezzo controcarri. L'armistizio di settembre non bloccò il programma, che venne ripreso dagli occupanti tedeschi, con la produzione di 8 esemplari nel '43 e 3 nel '44 ribattezzati StuG M43 mit 75/46 852(i). Nel 1945 tedeschi prevedevano di continuare la produzione di pochi mezzi corazzati italiani: questo semovente, le autoblinde AB43 e Lancia Lince insieme ad alcuni modelli di carri tedeschi e semoventi sullo scafo del carro cecoslovacco Panzer 38(t) che avrebbero importato nelle industrie italiane.

## Tecnica
Lo scafo M43 deriva da quello del carro armato M.15/42, allargato e abbassato, con frontale ridisegnato e lamiere laterali saldate invece che imbullonate. Rispetto allo scafo M43 del "Bassotto", del quale mantiene le caratteristiche meccaniche e prestazionali generali, quello del semovente da 75/46 ha la corazzatura rinforzata che sul frontale passa da 70 mm a 100 mm, da 45 mm a 60 mm sulle piastre laterali e da 25 mm a 35 su quelle posteriori. Il vano di combattimento è costituito dalla casamatta fissa imbullonata e saldata, armata con il cannone Ansaldo 75/46 C.A. Mod. 1934 su supporto sferico, con brandeggio manuale di 34° ed alzo da -12° a + 22°. Il cannone aveva una capacità di penetrazione (su piastre verticali) che andava da 98 mm (ad una distanza di 100 m) a 67 mm (ad una distanza di 2400 m). L'armamento è completato da una mitragliatrice Breda Mod. 38 da 8 mm per la difesa ravvicinata ed antiaerea operata dal capocarro/cannoniere, mentre il servente/operatore radio ha a disposizione per le comunicazioni a livello di batteria di una radio Magneti Marelli RF1 CA.